# Moises Espinosa
Moises Espinosa (Masbate City, 14 juni 1933 – aldaar, 17 maart 1989) was een  Filipijns politicus. Espinosa was onder meer burgemeester van Masbate, gouverneur van Masbate en lid van het Filipijns Huis van Afgevaardigden. Hij kwam in 1989 om het leven van een aanslag op het inmiddels naar hem vernoemde Moises R. Espinosa Airport.
Espinosa was getrouwd met Ludivina Katigbak en kreeg met haar drie zonen en drie dochters. Zijn zoon Moises Espinos jr was ook politicus en werd in 2001 net als zijn vader vermoord. Hij was op dat moment burgemeester van de stad Masbate.